# Colonització de Ceres

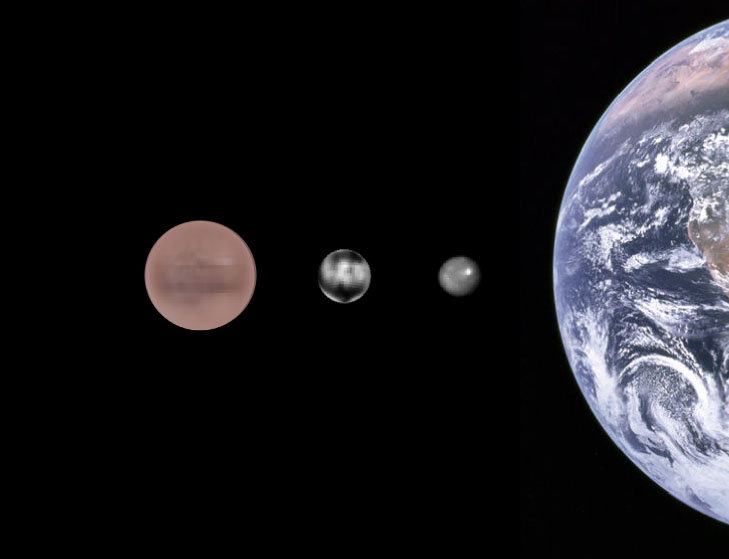
Imatge a escala, d'esquerra a dreta, Eris, Caront, Ceres, Terra ...

Ceres ha estat proposat com un dels possibles objectius de colonització humana al sistema solar intern.

## Condicions físiques

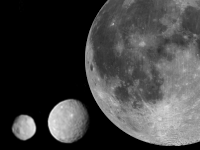
... 4 Vesta, Ceres, i la Lluna

Ceres és un planeta nan que es troba al cinturó d'asteroides, compost per al voltant d'un terç de la massa de tot el cinturó i és el sisè cos més gran del sistema solar intern tant en massa com en volum. Té forma esfèrica, i una gravetat superficial del 2,8% que la de la Terra. La seva superfície és aproximadament d'1,9% a la de la terra ferma del nostre planeta, equivalent a la regió de l'Argentina. Les observacions indiquen que acull una gran quantitat d'aigua congelada, voltant d'1/10 de l'aigua total que hi ha als oceans de la Terra. El flux d'energia solar de 150 W/m ² (en periheli), que és nou vegades més petita que la del nostre planeta, segueix sent suficient com per a la instal·lació d'energia solar.

## Emplaçament estratègic
Sent el cos més gran del cinturó d'asteroides, Ceres podria esdevenir la base principal i transport central per al futur de la infraestructura de la mineria dels asteroides, permetent transportar recursos minerals més llunyans a  Mart, la Lluna i la Terra.
La seva colonització també es convertiria en un pas en el camí de la colonització d'altres cossos del sistema solar, com ara  dels satèl·lits de Júpiter. Del fet de la seva baixa velocitat de fuga combinada amb grans quantitats d'aigua congelada, podria servir com una font d'aigua, combustible i oxigen per proveir les naus.
L'establiment d'una colònia permanent a Ceres podria ser precedit per la colonització de la Lluna o Mart.
Com a conseqüència del semimajor eix de Mart, Ceres té finestres de llançament més freqüents a / des de l'espai cislunar a / de Mart, i el temps de viatge és menor.
És més eficient en energia per al transport dels recursos de la Lluna o Mart per a Ceres, que des de la Terra. De fet, el transport des de Mart o des de la Lluna cap a Ceres té més eficiència energètica que fins i tot el transport des de la Terra a la Lluna.

## Problemes potencials
- Ceres manca de camp magnètic.
- Ceres no disposa d'una atmosfera.
- Ceres té una gravetat superficial molt baixa.
- Ceres rep relativament poca radiació solar.
- Delta-v de l'espai cislunar és més gran que Mart